# Herald Sun Tour 2019
L'Herald Sun Tour 2019, sessantaseiesima edizione della corsa e valevole come evento dell'UCI Oceania Tour 2019 categoria 2.1, si svolse in 5 tappe dal 30 gennaio al 3 febbraio 2019 su un percorso di 604,1 km, con partenza dal circuito di Phillip Island e arrivo a Melbourne, in Australia. La vittoria fu appannaggio dell'olandese Dylan van Baarle, il quale completò la corsa in 13h24'38", precedendo l'australiano Nick Schultz e il canadese Michael Woods.
Sul traguardo di Melbourne 69 ciclisti, su 88 partiti dal circuito di Phillip Island, portarono a termine la competizione.

## Tappe
| Tappa  | Data        | Percorso                                                | km    | Vincitore di tappa   | Leader cl. generale |
| ------ | ----------- | ------------------------------------------------------- | ----- | -------------------- | ------------------- |
| 1ª     | 30 gennaio  | Circuito di Phillip Island > Circuito di Phillip Island | 97,9  | Daniel McLay         | Daniel McLay        |
| 2ª     | 31 gennaio  | Wonthaggi > Churchill                                   | 127   | Michael Woods        | Michael Woods       |
| 3ª     | 1º febbraio | Sale > Warragul                                         | 161,3 | Owain Doull          | Michael Woods       |
| 4ª     | 2 febbraio  | Cape Schanck > Arthurs Seat                             | 128,8 | Nick Schultz         | Dylan van Baarle    |
| 5ª     | 3 febbraio  | Melbourne > Melbourne                                   | 89,1  | Kristoffer Halvorsen | Dylan van Baarle    |
| Totale | Totale      | Totale                                                  | 604,1 |                      |                     |

## Squadre e corridori partecipanti
| N.    | Cod. | Squadra                   |
| ----- | ---- | ------------------------- |
| 1-7   | MTS  | Mitchelton-Scott          |
| 11-17 | TFS  | Trek-Segafredo            |
| 21-27 | SKY  | Team Sky                  |
| 31-37 | EF1  | EF Education First        |
| 41-47 | AUS  | KordaMentha Real Estate   |
| 51-57 | BLN  | Team BridgeLane           |
| 61-67 | OLI  | Oliver's Real Food Racing |

| N.      | Cod. | Squadra                         |
| ------- | ---- | ------------------------------- |
| 71-77   | ACA  | Pro Racing Sunshine Coast       |
| 81-87   | DCC  | Drapac Cannondale Holistic Dev. |
| 91-97   | FMP  | Futuro-Maxxis Pro Cycling       |
| 101-107 | EVO  | EvoPro Racing                   |
| 111-116 | TSC  | Team Sapura Cycling             |
| 121-127 | STG  | St George Continental Cy. Team  |

## Dettagli delle tappe

### 1ª tappa
- 30 gennaio: Circuito di Phillip Island > Circuito di Phillip Island – 97,9 km

Risultati
| Pos. | Corridore            | Squadra     | Tempo    |
| ---- | -------------------- | ----------- | -------- |
| 1    | Daniel McLay         | Educ. First | 2h16'58" |
| 2    | Kristoffer Halvorsen | Sky         | s.t.     |
| 3    | Wouter Wippert       | EvoPro      | s.t.     |

| Pos. | Corridore            | Squadra     | Tempo    |
| ---- | -------------------- | ----------- | -------- |
| 1    | Daniel McLay         | Educ. First | 2h16'48" |
| 2    | Kristoffer Halvorsen | Sky         | a 4"     |
| 3    | Wouter Wippert       | EvoPro      | a 6"     |

### 2ª tappa
- 31 gennaio: Wonthaggi > Churchill – 127 km

Risultati
| Pos. | Corridore       | Squadra     | Tempo    |
| ---- | --------------- | ----------- | -------- |
| 1    | Michael Woods   | Educ. First | 2h55'44" |
| 2    | Richie Porte    | Trek        | s.t.     |
| 3    | Kenny Elissonde | Sky         | a 17"    |

| Pos. | Corridore       | Squadra     | Tempo    |
| ---- | --------------- | ----------- | -------- |
| 1    | Michael Woods   | Educ. First | 5h12'32" |
| 2    | Richie Porte    | Trek        | a 4"     |
| 3    | Kenny Elissonde | Sky         | a 27"    |

### 3ª tappa
- 1º febbraio: Sale > Warragul – 161,3 km

Risultati
| Pos. | Corridore   | Squadra | Tempo    |
| ---- | ----------- | ------- | -------- |
| 1    | Owain Doull | Sky     | 3h28'47" |
| 2    | Luke Rowe   | Sky     | s.t.     |
| 3    | Liam White  | Drapac  | a 29"    |

| Pos. | Corridore       | Squadra     | Tempo    |
| ---- | --------------- | ----------- | -------- |
| 1    | Michael Woods   | Educ. First | 8h42'38" |
| 2    | Richie Porte    | Trek        | a 4"     |
| 3    | Kenny Elissonde | Sky         | a 27"    |

### 4ª tappa
- 2 febbraio: Cape Schanck > Arthurs Seat – 128,8 km

Risultati
| Pos. | Corridore        | Squadra    | Tempo    |
| ---- | ---------------- | ---------- | -------- |
| 1    | Nick Schultz     | Mitchelton | 2h45'42" |
| 2    | Dylan van Baarle | Sky        | s.t.     |
| 3    | Chris Harper     | BridgeLane | a 1'45"  |

| Pos. | Corridore        | Squadra     | Tempo     |
| ---- | ---------------- | ----------- | --------- |
| 1    | Dylan van Baarle | Sky         | 11h28'42" |
| 2    | Nick Schultz     | Mitchelton  | a 24"     |
| 3    | Michael Woods    | Educ. First | a 1'52"   |

### 5ª tappa
- 3 febbraio: Melbourne > Melbourne – 89,1 km

Risultati
| Pos. | Corridore            | Squadra     | Tempo    |
| ---- | -------------------- | ----------- | -------- |
| 1    | Kristoffer Halvorsen | Sky         | 1h55'56" |
| 2    | Dion Smith           | Mitchelton  | s.t.     |
| 3    | Brenton Jones        | KordaMentha | s.t.     |

| Pos. | Corridore        | Squadra     | Tempo     |
| ---- | ---------------- | ----------- | --------- |
| 1    | Dylan van Baarle | Sky         | 13h24'38" |
| 2    | Nick Schultz     | Mitchelton  | a 24"     |
| 3    | Michael Woods    | Educ. First | a 1'52"   |

## Evoluzione delle classifiche
| Tappa              | Vincitore            | Classifica generale Maglia gialla | Classifica a punti Maglia verde | Classifica scalatori Maglia nera | Classifica giovani Maglia bianca | Classifica a squadre |
| ------------------ | -------------------- | --------------------------------- | ------------------------------- | -------------------------------- | -------------------------------- | -------------------- |
| 1ª                 | Daniel McLay         | Daniel McLay                      | Ayden Toovey                    | non assegnata                    | Robert Stannard                  | EF Education First   |
| 2ª                 | Michael Woods        | Michael Woods                     | Ayden Toovey                    | Michael Woods                    | Pavel Sivakov                    | Team Sky             |
| 3ª                 | Owain Doull          | Michael Woods                     | Ayden Toovey                    | Michael Woods                    | Pavel Sivakov                    | Team Sky             |
| 4ª                 | Nick Schultz         | Dylan van Baarle                  | Ayden Toovey                    | Christian Knees                  | Pavel Sivakov                    | Team Sky             |
| 5ª                 | Kristoffer Halvorsen | Dylan van Baarle                  | Ayden Toovey                    | Christian Knees                  | Pavel Sivakov                    | Team Sky             |
| Classifiche finali | Classifiche finali   | Dylan van Baarle                  | Ayden Toovey                    | Christian Knees                  | Pavel Sivakov                    | Team Sky             |

## Classifiche finali

### Classifica generale - Maglia gialla
| Pos. | Corridore        | Squadra     | Tempo     |
| ---- | ---------------- | ----------- | --------- |
| 1    | Dylan van Baarle | Sky         | 13h24'38" |
| 2    | Nick Schultz     | Mitchelton  | a 24"     |
| 3    | Michael Woods    | Educ. First | a 1'52"   |
| 4    | Chris Harper     | BridgeLane  | a 2'13"   |
| 5    | Richie Porte     | Trek        | s.t.      |
| 6    | Lucas Hamilton   | Mitchelton  | a 2'25"   |
| 7    | Kenny Elissonde  | Sky         | a 2'30"   |
| 8    | Pavel Sivakov    | Sky         | a 3'21"   |
| 9    | Dylan Sunderland | BridgeLane  | a 4'29"   |
| 10   | Damien Howson    | Mitchelton  | a 4'55"   |

### Classifica a punti - Maglia verde
| Pos. | Corridore            | Squadra    | Punti |
| ---- | -------------------- | ---------- | ----- |
| 1    | Ayden Toovey         | BridgeLane | 24    |
| 2    | Dylan van Baarle     | Sky        | 22    |
| 3    | Kristoffer Halvorsen | Sky        | 18    |
| 4    | Liam White           | Drapac     | 14    |
| 5    | Nick Schultz         | Mitchelton | 12    |

### Classifica scalatori - Maglia nera
| Pos. | Corridore        | Squadra     | Punti |
| ---- | ---------------- | ----------- | ----- |
| 1    | Christian Knees  | Sky         | 48    |
| 2    | Nick Schultz     | Mitchelton  | 48    |
| 3    | Dylan van Baarle | Sky         | 44    |
| 4    | Michael Woods    | Educ. First | 24    |
| 5    | Richie Porte     | Trek        | 16    |

### Classifica giovani - Maglia bianca
| Pos. | Corridore         | Squadra     | Tempo     |
| ---- | ----------------- | ----------- | --------- |
| 1    | Pavel Sivakov     | Sky         | 13h27'59" |
| 2    | Samuel Jenner     | KordaMentha | a 1'50"   |
| 3    | Nicholas White    | BridgeLane  | a 2'28"   |
| 4    | Robert Stannard   | Mitchelton  | a 14'37"  |
| 5    | Sebastian Presley | Oliver's    | a 16'28"  |

### Classifica a squadre
| Pos. | Squadra             | Tempo     |
| ---- | ------------------- | --------- |
| 1    | Team Sky            | 40h16'52" |
| 2    | Mitchelton-Scott    | a 4'38"   |
| 3    | Team BridgeLane     | a 9'00"   |
| 4    | Trek-Segafredo      | a 15'09"  |
| 5    | Team Sapura Cycling | a 32'51"  |